# NGC 3837
NGC 3837是一个位于狮子座的椭圆星系，距离地球2.9亿光年，1785年4月26日由威廉·赫歇爾发现。NGC 3837属于獅子座星系團。